# Melanargia adriana
Melanargia adriana är en fjärilsart som beskrevs av De Sagarra. Melanargia adriana ingår i släktet Melanargia och familjen praktfjärilar. Inga underarter finns listade i Catalogue of Life.